# Número másico

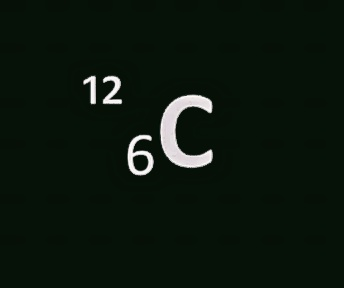
Carbono: número másico=12, número atómico=6

En química, el número másico o número de masa es la suma del número de protones y el número de neutrones del núcleo de un átomo. Se simboliza con la letra A (el uso de esta letra proviene de alemán Atomgewicht, que quiere decir peso atómico, aunque sean conceptos distintos que no deben confundirse). Suele ser mayor que el número atómico, dado que los neutrones del núcleo proporcionan a este la cohesión necesaria para superar la repulsión entre los protones.
El número másico es además el indicativo de los distintos isótopos de un elemento químico. Dado que el número de protones es idéntico para todos los átomos del elemento, solo el número másico, que lleva implícito el número de neutrones en el núcleo, indica de qué isótopo del elemento se trata. El número másico se indica con un superíndice situado a la izquierda de su símbolo, sobre el número atómico. Por ejemplo, el 1H es el isótopo de hidrógeno conocido como protio. El 2H es el deuterio y el 3H es el tritio. Dado que todos ellos son hidrógeno, el número atómico tiene que ser 1.
Para todo átomo o ion:
Número másico (A) = número atómico (Z) + número de neutrones(N)
A = Z + N
Para calcular la cantidad de neutrones que posee un átomo debe hacerse: «N = A – Z» (número másico menos número atómico), consultando antes en la tabla periódica las cantidades correspondientes.